# Dicranomyia (Idiopyga) violovitshi
Dicranomyia (Idiopyga) violovitshi is een tweevleugelige uit de familie steltmuggen (Limoniidae). De soort komt voor in het Palearctisch gebied.